# Tarsia
Tarsia – miejscowość i gmina we Włoszech, w regionie Kalabria, w prowincji Cosenza.
Według danych na rok 2004 gminę zamieszkiwało 2370 osób, 48,4 os./km².